# Інфліксімаб
Інфліксимаб ( лат. Infliximabum; МНН Infliximab) — синтетичний препарат, який є химерним моноклональним антитілом щодо фактору некрозу пухлини, та застосовується внутрішньовенно.

## Історія
Дослідження інфліксимабу розпочалися після відкриття дослідницькою групою на чолі із грецьким біологом Георгом Коліасом ролі фактору некрозу пухлини у патогенезі ревматоїдного артриту на трансгенних тваринних моделях. Уперше інфліксимаб розроблений та досліджувався Юньмінь Лі та Яном Вільчеком із медичної школи Нью-Йоркського університету, пізніше дослідження нового препарату продовжила американська компанія «Centocor» (яка натепер є підрозділом «Janssen Biotech»). Випуск препарату розпочала компанія «Janssen Biotech», пізніше також «Schering-Plough» у США, в Японії «Mitsubishi Tanabe Pharma», в Китаї «Xian Janssen». У 1998 році інфліксимаб під торговою назвою «Ремикейд» зареєстрований FDA у США, у 1999 році зареєстрований у Європейському Союзі. Із 2001 року препарат допущений до використання в Україні. Також у Європі, США, Індії та Японії зареєстровані біологічні аналоги інфліксимабу.

## Фармакологічні властивості
Інфліксимаб — синтетичний лікарський препарат, який є химерним IgG1 моноклональним антитілом (на 75 % складаються із людського білка, і на 25 % — із мишачого) до фактору некрозу пухлини-альфа. Механізм дії препарату полягає у зв'язуванні інфліксимабу як із розчинними, так і з мембраноасоційованими формами фактору некрозу пухлини, що призводить до зниження його функціональної активності. Оскільки ФНП може спричинити запуск хронічного запального процесу, та сприяє розвитку різноманітних автоімунних захворювань, то застосування інфліксимабу блокує активність фактору некрозу пухлини та спричинює розрив ланцюга реакцій хронічного запалення, що призводить до зупинки розвитку патологічного процесу та покращення стану хворого.Інфліксимаб специфічно діє лише на ФНП-альфа, та не діє на інші цитокіни, зокрема на лімфотоксин (ФНП-бета) — цитокін, який використовує ті ж рецептори, що й ФНП-альфа. Інфліксимаб також знижує концентрацію в крові інтерлейкіну−1, інтерлейкіну−6, інтерлейкіну−8, моноцитарного хемоатрактантного білку-1, оксиду азоту, металопротеїназ (колагенази, стромелізину), та інших індукторів запалення та тканинної деструкції. Інфліксимаб застосовується при системних та автоімунних захворюваннях: ревматоїдному артриті (переважно разом із метотрексатом), анкілозуючому спондилоартриті, псоріатичному артриті, хворобі Крона (у тому числі в дітей), неспецифічному виразковому коліті. Описано застосування препарату при синдромі Бехчета та синдромі Кавасакі. Хоч інфліксимаб і не рекомендований при застосуванні під час вагітності, при його застосуванні у вагітних не спостерігається збільшення несприятливих результатів вагітності або виникнення вад розвитку в дітей. Застосування інфліксимаба, щоправда, може супроводжуватися реактивацією латентної туберкульозної інфекції, тому перед початком його застосування необхідно ретельне обстеження хворих на наявність туберкульозної інфекції.

### Фармакокінетика
Інфліксимаб швидко розподіляється в організмі після внутрішньовенного застосування, біодоступність препарату становить 92 % (вважається, що 8 % інфліксимабу втрачається у шприці). Інфліксимаб метаболізується у ретикулоендотеліальній системі. Шляхи виведення інфліксимабу з організму не визначені. Період напіввиведення препарату з організму становить у середньому 9,5 діб, і цей час не змінюється при печінковій та нирковій недостатності, а також у хворих різних вікових груп.

## Показання до застосування
Інфліксимаб застосовується при ревматоїдному артриті (переважно у комбінації з метотрексатом), анкілозуючому спондилоартриті, псоріатичному артриті, хворобі Крона та неспецифічному виразковому коліті.

## Побічна дія
При застосуванні інфліксимабу побічні ефекти спостерігаються досить часто (приблизно у 60 % випадків застосування). Серед побічних ефектів препарату найчастішими є:
- Алергічні реакції та з боку шкірних покривів — висипання на шкірі, свербіж шкіри, гіпергідроз, алопеція, еритема або знебарвлення шкіри, зміни з боку нігтів, набряк обличчя або губ, набряк китиць, гарячка, дерматит, грибковий дерматит, кропив'янка, бородавки, фурункульоз, бешиха, вовчаковий синдром, лімфаденопатія.
- З боку травної системи — нудота, блювання, діарея або запор, біль у животі, холецистит, хейліт, порушення функції печінки, гастроезофагеальний рефлюкс.
- З боку нервової системи — головний біль, запаморочення, нервозність, сонливість, втрати свідомості, тривожність, амнезія, депресія, психози.
- З боку серцево-судинної системи — артеріальна гіпертензія або гіпотензія, ціаноз, аритмії, брадикардія або тахікардія, периферичні набряки, тромбофлебіт, васкуліт, периферична ішемія, припливи крові, носова кровотеча, кон'юнктивіт, кератокон'юнктивіт.
- З боку опорно-рухового апарату — артралгії, міалгії.
- З боку дихальної системи — часто кашель, бронхіт, задишка, синусит, респіраторний дистрес-синдром, пневмонія, інфекції верхніх дихальних шляхів; рідко бронхоспазм, плеврит, набряк легень.
- З боку сечостатевої системи — пієлонефрит, інфекції сечових шляхів, вагініт.
- Інфекційні ускладнення — сепсис, реактивація латентних інфекцій, (включаючи вірусний гепатит, туберкульоз, герпетичні інфекції та інші бактеріальні, грибкові, вірусні та протозойні інфекції), грипоподібний синдром, абсцеси.
- Зміни в лабораторних аналізах — анемія, тромбоцитопенія, лейкоцитоз, лейкопенія, нейтропенія, лімфоцитоз, лімфопенія.
- Інші побічні ефекти — лімфопроліферативні захворювання, утворення аутоантитіл, реакції в місці введення препарату.

## Протипоказання
Інфліксимаб протипоказаний до застосування при підвищеній чутливості до препарату та до білків миші, і при важких інфекційних процесах (сепсис, туберкульоз, хронічні вірусні гепатити, абсцеси), важкій серцевій недостатності.

## Форми випуску
Інфліксимаб випускається у вигляді ліофілізату для приготування розчину у флаконах по 0,1 г.

## Синоніми
Remicade, Flixabi, Inflectra, Remsima, Zessl